# Chung Nghĩa Hạo
Chung Nghĩa Hạo (sinh ngày 23 tháng 3 năm 1996) là một cầu thủ bóng đá người Trung Quốc hiện tại thi đấu cho Quảng Châu Hằng Đại tại Giải bóng đá Ngoại hạng Trung Quốc.

## Sự nghiệp câu lạc bộ
Chung Nghĩa Hạo bắt đầu sự nghiệp bóng đá chuyên nghiệp năm 2015 khi anh được đôn lên đội một của đội bóng Giải hạng Nhất Trung Quốc Thanh Đảo Trung Năng. Ngày 4 tháng 4 năm 2015, anh có màn ra mắt trong trận hòa 0-0 trên sân nhà gặp Nội Mông Cổ Trung Ưu, vào sân từ băng ghế dự bị thay cho Jorge Claros ở phút 82. Ngày 13 tháng 6 năm 2015, anh ghi bàn thắng đầu tiên trong chuyến làm khách thắng 2-1 trước Thâm Quyến. Chung Nghĩa Hạo ghi được bốn bàn sau 21 lần ra sân và giành giải thưởng Cầu thủ trẻ xuất sắc nhất mùa giải trong mùa bóng Giải hạng Ba Trung Quốc 2017.
Tháng 2 năm 2018, Chung Nghĩa Hạo chuyển đến thi đấu cho đội bóng Giải bóng đá Ngoại hạng Trung Quốc Quảng Châu Hằng Đại. Ngày 25 tháng 4 năm 2018, anh có trận đấu ra mắt cho câu lạc bộ trong chuyến làm khách thắng 1-0 trước Ngân Xuyên Hạ Lan Sơn ở Cúp FA Trung Quốc 2018. Ngày 2 tháng 5 năm 2018, anh thi đấu ở trận Cúp FA khác gặp Quý Châu Hằng Phong, vào sân thay cho Trương Văn Chiêu ở phút 72. Ngày 20 tháng 5 năm 2018, anh có màn ra mắt Giải bóng đá Ngoại hạng Trung Quốc trong thất bại 0-2 trên sân khách trước Bắc Kinh Nhân Hòa, vào sân từ băng ghế dự bị thay cho Trương Văn Chiêu ở phút 77.

## Thống kê sự nghiệp
Tính đến 29 tháng 9 năm 2018 
| Thành tích câu lạc bộ | Thành tích câu lạc bộ | Thành tích câu lạc bộ              | Giải đấu | Giải đấu  | Cúp     | Cúp       | Cúp Liên đoàn | Cúp Liên đoàn | Châu lục | Châu lục  | Tổng cộng | Tổng cộng |
| Mùa giải              | Câu lạc bộ            | Giải đấu                           | Số trận  | Bàn thắng | Số trận | Bàn thắng | Số trận       | Bàn thắng     | Số trận  | Bàn thắng | Số trận   | Bàn thắng |
| Trung Quốc            | Trung Quốc            | Trung Quốc                         | Giải đấu | Giải đấu  | Cúp FA  | Cúp FA    | Cúp CSL       | Cúp CSL       | Châu Á   | Châu Á    | Tổng cộng | Tổng cộng |
| --------------------- | --------------------- | ---------------------------------- | -------- | --------- | ------- | --------- | ------------- | ------------- | -------- | --------- | --------- | --------- |
| 2015                  | Thanh Đảo Trung Năng  | Giải hạng Nhất Trung Quốc          | 25       | 2         | 3       | 0         | -             | -             | -        | -         | 28        | 2         |
| 2016                  | Thanh Đảo Trung Năng  | Giải hạng Nhất Trung Quốc          | 22       | 1         | 1       | 1         | -             | -             | -        | -         | 23        | 2         |
| 2017                  | Thanh Đảo Trung Năng  | Giải hạng Ba Trung Quốc            | 21       | 4         | 2       | 1         | -             | -             | -        | -         | 23        | 5         |
| 2018                  | Quảng Châu Hằng Đại   | Giải bóng đá Ngoại hạng Trung Quốc | 9        | 0         | 2       | 0         | -             | -             | 0        | 0         | 11        | 0         |
| Tổng cộng             | Trung Quốc            | Trung Quốc                         | 77       | 7         | 8       | 2         | 0             | 0             | 0        | 0         | 85        | 9         |